# Challenge Bell 2004
Challenge Bell 2004 — тенісний турнір, що проходив на закритих кортах з килимовим покриттям Club Avantage Multi-Sports у Квебеку (Канада). Належав до турнірів 3-ї категорії в рамках Туру WTA 2004. Це був 12-й за ліком Challenge Bell. Тривав з 1 до 7 листопада 2004 року. Мартина Суха здобула титул в одиночному розряді.

## Переможниці та фіналістки

### Одиночний розряд
Мартина Суха —  Абігейл Спірс, 7–5, 3–6, 6–2
- Для Сухої це був єдиний титул за сезон і 2-й - за кар'єру.

### Парний розряд
Карлі Галліксон /  Марія Емілія Салерні —  Елс Калленс /  Саманта Стосур, 7–5, 7–5
- Для Галліксон це був єдиний титул за сезон і 1-й — за кар'єру. Для Салерні це був єдиний титул за сезон і 2-й - за кар'єру.